# Гагай, Лаврентий Иванович
Лаврентий Иванович Гагай — советский хозяйственный, государственный и политический деятель, Герой Социалистического Труда.

## Биография
Родился в 1908 году в станице Староминская. Член КПСС с 1939 года.
С 1934 года — на хозяйственной, общественной и политической работе. В 1934—1968 гг. — механизатор в Ново-Ясенской машинно-тракторной станции, участник Великой Отечественной войны, ремонтник танков 62-й подвижной танковой ремонтной базы (7-я гвардейская армия), комбайнёр Ново-Ясенской МТС Старо-Минского района Краснодарского края.
Указом Президиума Верховного Совета СССР от 28 мая 1952 года присвоено звание Героя Социалистического Труда с вручением ордена Ленина и золотой медали «Серп и Молот».
Почётный гражданин станицы Староминской.
Умер в Староминской в 1987 году.